# Parco delle sculture
Un parco delle sculture è uno spazio verde in cui vengono collocate opere artistiche di artisti, designer ed architetti contemporanei. Esso può essere concepito come parco pubblico per svago le cui opere artistiche si limitano al solo a semplice arredo urbano. Taluni casi invece il parco passa in secondo piano rispetto alla qualità artistica e al numero delle opere esposte, si parla in questo caso di museo all'aperto.
Il parco delle Sculture di Cosilinum, è un bosco sacro il cui verde e formato da 2000 giovani alberi di pino, sotto i quali non sono collocate opere di artisti, famosi o esordienti, ma semplici pietre, scolpite in ogni suo lato possibile. Esse furono scolpite diversi secoli fa per altri scopi o funzioni ora formano un parco archeologico, se si analizza la qualità delle sculture e la quantità delle opere esposte, si può parlare di vero museo delle sculture, all'aperto.

## Esempi
- Parco sculture del Chianti
- Parco di Vigeland
- Parco della scultura in architettura
- Parco delle sculture di Siracusa
- Hakone Open-Air Museum
- Utsukushigahara Open-Air Museum